# Euchloe hesperidum
Euchloe hesperidum is een vlinder uit de familie witjes. De wetenschappelijke naam is voor het eerst geldig gepubliceerd in 1913 door Rothschild.
De soort komt voor in Europa.